# Tadeusz Orłowski (oficer)
Tadeusz Orłowski (ur. 22 kwietnia 1922 w Krasnem, zm. 30 stycznia 2016 w Sanoku) – pułkownik Wojska Polskiego.

## Życiorys
Urodził się 22 kwietnia 1924 w Krasnem na ziemi żytomierskiej w Krasnem na Kresach Wschodnich w wielodzietnej rodzinie rolniczej. Był synem Piotra i Marii z dom Fidnych. Przed 1939 zamieszkiwał w Kursku.
Po wybuchu II wojny światowej jesienią 1939 jego rodzice i rodzeństwo zostali zesłani na Sybir. Uczył się w szkole przy fabryce obuwia. Po ataku Niemiec na ZSRR z połowy 1941 ochotniczo wstąpił do oddziałów pospolitego ruszenia Armii Czerwonej. W tych szeregach brał udział w obronie Kurska w składzie Dzerżyńskiego Batalionu. Służył tam jako zwiadowca. Działał w organizacji podziemnej informując o przemieszczaniu niemieckich jednostek, rozwieszając ulotki, przenosząc broń. W związku z podejrzeniem współpracy z partyzantką radziecką w maju 1943 został aresztowany przez gestapo, po czym przez trzy tygodnie był więziony w Marchlewsku, potem przeniesiony do Nowogrodzie Wołyńskm. Po przesłuchaniach był transportowany do obozu koncentracyjnego pociągiem, gdzie współorganizował ucieczkę, w wyniku czego zdołał zbiec wraz z 42 innymi więźniami. Potem ponownie zatrzymany w łapance i raz jeszcze przygotował ucieczkę, wskutek której odzyskał wolność z 30 innymi osobami. Tuż po tym został zatrzymany i rozpoznany jako znajomy współpracownik przez członków partyzanckiego oddziału Michaiła Iłłarionowicza Szukajewa, którzy wcześniej korzystali z przekazywanych przez niego informacji. W 1943 został członkiem oddziału partyzanckiego szukajewowców w oddziale pod dowództwem Kudinowa. Od maja do sierpnia 1943 w oddziale Gierasimowa współpracował z grupami dywersyjnymi w okolicach Marchliwsna w obwodzie żytomierskim. W jej szeregach brał udział w bitwie na łuku kurskim latem 1943. Od 1 września 1943 do 23 marca 1944 służył jako konny zwiadowca w 16 szwadronie zwiadu Zgrupowania im. Stalina w okolicach Korodnia. Nosił pseudonim „Zerka”. Od 27 marca do 15 maja 1944 był dowódcą drużyny fizylierów 93 pułku piechoty Armii Czerwonej. Mimo sprzeciwu ze strony radzieckiego dowództwa, w maju 1944 zgłosił się do formowanych w Sumach oddziałów armii polskiej. Od 16 maja 1944 do końca wojny służył w szeregach 10 pułku artylerii haubic w składzie 3 Brygady, a stanowisku dowódcy radiostacji, odbywając cały szlak 1 Armii Wojska Polskiego na froncie wschodnim. Po otrzymaniu ran od 27 października 1944 przez trzy tygodnie przebywał w szpitalu w Otwocku. Brał udział w forsowanie Bugu, przez Chełm, Puławy, Warkę, Warszawę, na początku 1945 brał udział w walkach o przełamanie Wału Pomorskiego, w marcu 1945 uczestniczył w bitwie o Kołobrzeg, w kwietniu 1945 w forsowaniu Odry, aż do Berlina.
Po zakończeniu działań wojennych powrócił z jednostką do Gniezna i pozostał żołnierzem zawodowym. W sierpniu 1945 został skierowany na kurs łączności w Sieradzu, po ukończeniu którego został mianowany podporucznikiem łączności. Ukończył naukę w Oficerskiej Szkole Łączności, uzyskując wykształcenie średnie. Uczestniczył w walkach z tzw. „reakcyjnym podziemiem”, podczas których w styczniu 1946 odniósł ciężkie rany i przez dwa miesiące przebywał w szpitalu. W maju 1946 został awansowany na podporucznika. Pod koniec lat 60. był w stopniu majora. Od 1962 do kwietnia 1969 pełnił funkcję szefa łączności 32 Pułku Czołgów Średnich w Sanoku (od 1967 przemianowany na 26 pułk czołgów średnich). Następnie podjął służbę w administracji wojskowej. Sprawował stanowisko zastępcy szefa Powiatowego Sztabu Wojskowego ds. uzupełnień i mobilizacyjnych w Ustrzykach Dolnych, Sanoku i Przemyślu. W stopniu podpułkownika od 6 stycznia 1972 był pełnomocnikiem ds. operacyjnych w Wojskowej Komendzie Uzupełnień w Sanoku na powiat ustrzycki. Został przeniesiony w stan spoczynku 23 września 1976 w stopniu podpułkownika. W 1980 uczestniczył w uroczystościach wspomnieniowych, zorganizowanych w Nowogrodzie Wołyńskim przez radę weteranów Zgrupowania Oddziałów Partyzanckich M.I. Szukajewa.

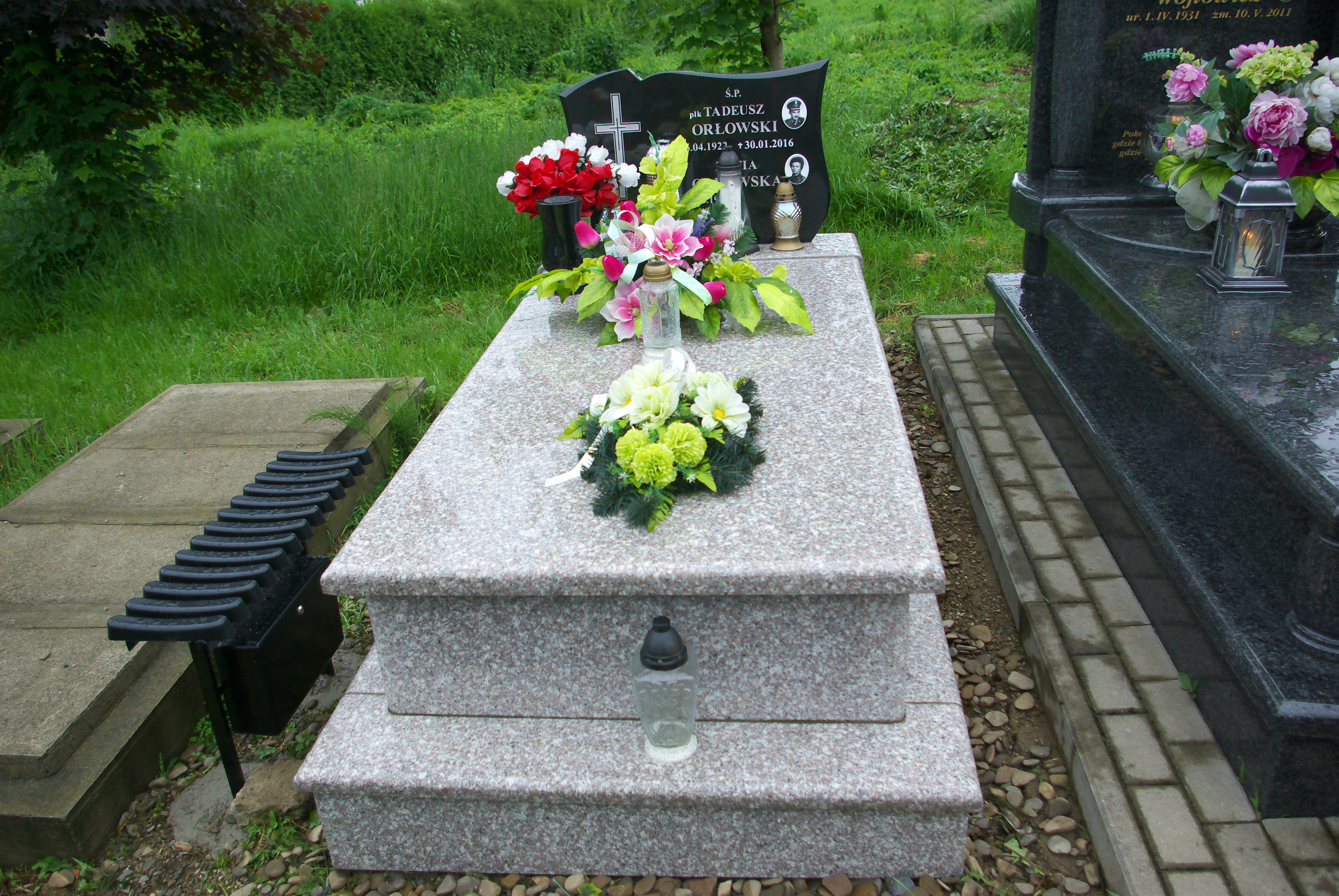
Nagrobek Tadeusza Orłowskiego w Sanoku

Od 1969 należał do Związku Bojowników o Wolność i Demokrację był członkiem zarządu koła miejskiego. W 1977 otrzymał zaświadczenie kombatanta. Przez okres pół roku był nauczycielem przedmiotu przysposobienie obronne w I Liceum Ogólnokształcącym im. Komisji Edukacji Narodowej w Sanoku. Ukończył kurs na przewodnika turystycznego po Bieszczadach i pracował w tym charakterze. Od 1977 do 1979 był komendantem Ochotniczego Hufca Pracy typu wojskowego w Lesku. Od początku lat 80. organizował ruch Związku Byłych Żołnierzy Zawodowych Wojska Polskiego w województwie krośnieńskim, zostając prezesem założonego 20 marca 1981 Koła nr 4 ZBŻZ przy Wojskowej Komendzie Uzupełnień w Sanoku. Zasiadał w zarządzie ZBŻ w Krośnie oraz prezesem Koła nr 4 ZBŻ przy sanockiej WKU. Był także organizatorem i został prezesem powstałej w 1982 organizacji kombatanckiej Środowisko Polaków–Byłych Żołnierzy Armii Radzieckiej na obszar województwa krośnieńskiego z siedzibą w Sanoku. W tym samym roku był przewodniczącym Klubu Oficerów Zawodowych w Sanoku. Później został członkiem sanockiego koła Związku Żołnierzy Wojska Polskiego im. 2 Pułku Strzelców Podhalańskich. W 2001 otrzymał nominację na stopień pułkownika w stanie spoczynku.
Zmarł 30 stycznia 2016 w Sanoku. Został pochowany 3 lutego 2016 po ceremonii świeckiej na Cmentarzu Centralnym w Sanoku przy asyście i salwie honorowej żołnierzy Wojska Polskiego.

## Odznaczenia
- Krzyż Kawalerski Order Odrodzenia Polski (1976)[21]
- Złoty Krzyż Zasługi (1970)[21]
- Krzyż Walecznych (1946)[22][23]
- Krzyż Partyzancki (1958)[24]
- Brązowy Medal „Zasłużonym na Polu Chwały” (1945)[25][21]
- Medal za Warszawę 1939–1945 (1946)[21]
- Medal za Odrę, Nysę, Bałtyk (1946)[21]
- Złoty Medal „Siły Zbrojne w Służbie Ojczyzny” (1968)[21]
- Srebrny Medal „Siły Zbrojne w Służbie Ojczyzny” (1955)[21]
- Brązowy Medal „Siły Zbrojne w Służbie Ojczyzny” (1951)[21]
- Medal „Za udział w walkach o Berlin” (1968)[21]
- Złoty Medal Medal „Za zasługi dla obronności kraju”
- Odznaka Grunwaldzka (1946)[21]
- Odznaka Kościuszkowska (1957)[21]
- Srebrny Krzyż Związku Żołnierzy Wojska Polskiego
- Brązowy Krzyż Związku Żołnierzy Wojska Polskiego
- łącznie 11 medali pamiątkowych polskich i radzieckich[2]
- Wpis do Księgi Honorowej Zasłużonych dla Związku byłych Żołnierzy Zawodowych i Oficerów Rezerwy
- Tytuł prezesa honorowego koła ZbŻZaiOR
- Medal „Za zwycięstwo nad Niemcami w Wielkiej Wojnie Ojczyźnianej 1941–1945” – ZSRR (1946)[21]
- Medal „Za wyzwolenie Warszawy” – ZSRR (1946)[21]
- Medal jubileuszowy „30 lat Armii Radzieckiej i Floty” – ZSRR (1949)[21]
- Odznaka „25 lat zwycięstwa w Wielkiej Wojnie Ojczyźnianej 1941–1945” – ZSRR (1972)[21]